# Love Sick
Love Sick è un singolo di Bob Dylan pubblicato il 1º giugno 1998 e tratto dall'album Time Out of Mind. La canzone è stata ripresa da molti artisti, tra cui i White Stripes.
Love Sick è stata utilizzata in una versione remix in una campagna pubblicitaria di Victoria's Secret interpretata da Dylan stesso e Adriana Lima.

## Tracce
CD1 (COL 665997 2):
1. Love Sick,[3] 25 febbraio 1998 - 5:29
2. Cold Irons Bound[4] (Live) - 6:50
3. Cocaine Blues[4] (Live) - 5:43
4. Born in Time[5] (Live) - 5:19

CD2 (COL 665997 5):
1. Love Sick - 5:22
2. Can't Wait[6] (Live) - 6:04
3. Roving Gambler (Live) - 3:53
4. Blind Willie McTell[7] (Live) - 7:00

2-track CD (COL 665997 1):
1. Love Sick[3] - 5:29
2. Cold Irons Bound (Live) - 6:50

Love Sick: Dylan Alive! Vol. 1 Japanese double EP:
Disco uno
1. Love Sick - 5:22
2. Can't Wait[6] (Live) - 6:04
3. Roving Gambler (Live) - 3:53
4. Blind Willie McTell[7] (Live) - 7:00

Disco due
1. Love Sick[3] - 5:29
2. Cold Irons Bound[4] (Live) - 6:50
3. Cocaine Blues[4] (Live) - 5:43
4. Born in Time[5] (Live) - 5:19

Victoria's Secret Exclusive EP:
1. She Belongs to Me - 2:46
2. Don't Think Twice, It's All Right - 3:38
3. To Ramona - 3:51
4. Boots of Spanish Leather - 4:37
5. It's All Over Now, Baby Blue - 4:13
6. Love Sick (Remix) - 5:24
7. Make You Feel My Love - 3:31
8. Things Have Changed - 5:08
9. Sugar Baby - 6:41